# Cytus
《Cytus》（民间译名：音乐节奏、音乐世界）是由台湾雷亞遊戲（Rayark）开发的一款音乐游戏。游戏的iOS版本于2012年1月12日在全球的App Store上架。
在2015日本娱乐博览会（JAEPO 2015）上，卡普空宣布将与雷亚合作街机游戏《Cytus Omega》。
在2015年Rayark Con上發佈將開發《Cytus II》，並在其後的訪問中提到將強化其故事性和加入地圖探索等元素｡

## 背景

### 名稱由來
Cytus名稱起自於科基托斯（Cocytus），是希臘神話中的人物，意義代表為哀嘆之河，遊戲用來描述在未來故事人類滅絕後，人類將意識遺傳到機器人上面。
而將Cocytus的co去除稱「Cytus」並沒有實質上的意義，只是認為字母少許容易記憶，並且不會對任何名稱撞名。

### 剧情
官方称Cytus具有故事背景。并在游戏的官方网站首页上放出了每一章节的背景图片及故事。
现章节故事被转移到官网首页的About栏目继续更新（目前仅提供英文版）。
6.0.2版本更新了来自Cytus -Alive-专辑的十首印象曲，在游玩过程中背景会出现CG与文字的展示，这使得游戏的剧情进一步明朗化。

### 得獎紀錄
獲得 2013 Google Play最佳遊戲。
獲得 2012 巴哈姆特遊戲動漫大賞 年度手機暨平版遊戲 金賞
獲得 2013 巴哈姆特遊戲動漫大賞 年度手機暨平版遊戲 銅賞
獲得 2013 巴哈姆特遊戲動漫大賞 年度人氣國產遊戲 金賞
獲得 2015 巴哈姆特遊戲動漫大賞 年度人氣國產遊戲 銀賞
獲得 2016 巴哈姆特遊戲動漫大賞 手機/平板 銅賞
獲得 2017 巴哈姆特遊戲動漫大賞 國產自製 銅賞

### 名词
| Operator        | 由ExtenLife Corp.开发的机器人，是人类的精神载体，人类的记忆可以转移至其上。                                      |
| ExtenLife Corp. | 全世界最大的Operator製造公司。提供转移人类记忆的服务。                                                           |
| Cytus           | 由音乐制成的记忆标本房，与Operator有关联。                                                                       |
| Vanessa         | 在人类文明毁灭（CHAPTER Ⅱ - DISASTER）之前，曾存在于世界上的人类少女，在整个游戏的剧情中是重要的存在（即主角）。 |

## 遊戲方式
玩家需要随着游戏界面中，上下移动的扫描线来适时演奏对应音符。
游戏中有三种拍点按钮：点击音符（Click Note），长按音符（Hold Note）和拖动音符（Drag Note）。
根據CAPCOM的Cytus Omega官方網站，Cytus Omega將會有一種新的拍點按鈕
当扫描线覆盖至某个拍点上方，则根据以下规则操作。
- 点击音符：扫描线与音符重合时，点击。
- 长按音符：扫描线与音符首端圆点重合时，按住圆点不放直到音符末尾。
- 拖动音符：扫描线与音符首端圆点重合时，保持与扫描线一致的速度划过音符轨迹。

游戏中的音符分为蓝紫色与蓝绿色两种，扫描线自上而下与自下而上移动时，音符將展现出不同的颜色。
有颜色的音符表示在扫描线扫过音符时应该进行對應操作，當掃描線經過時音符外圍將出現黑色的環，環出現時點擊將判定為彩色PERFECT。
pop-up mode的將设定影响音符出现的方式。
- default模式：音符出现时非常小，且会随着扫描线的靠近而慢慢变大。
- grouped模式：音符出现时非常小，且当扫描线准备折返时，下一屏的音符会一齐变大。
- none模式：音符一出现即是正常大小，非同屏音符以半透明表示。

click fx设定：當其设定为“on”时，iOS版点击音符会有‘嗒’声反馈，Android版则是震动反馈。
長按音符於開始及結束處反饋，拖動音符於每一個點反饋。
7月11.12日Cytus Omega於PLAZA CAPCOM亮相時，玩家對於點擊音（Tap Sound）、音符大小（Note Size）、背景（Background）可在遊戲前進行設定，這些都屬於Cytus Omega特有功能。

## 分數與TP系統
Cytus共有五种判定，从好到坏依次为：彩PERFECT、黑PERFECT、GOOD、BAD、MISS。
得分中包括了90%的“判定分”和10%的“连击分”，而连击分是累进计算的，COMBO中斷对其有明顯影响，BAD及MISS將會中斷COMBO數。
TP全名“Technical Point”（技术点数），可反映打击准确度，也是衡量玩家实力的重要标准。
彩PERFECT與黑PERFECT僅對TP有所影響，TP與COMBO數完全無關。
當結束一局遊戲時，將根據分數給予對應的等級評定。

## 难易度分级
Cytus游戏内的所有曲目按其难易度分为Easy、Hard两种谱面，Hard难度下的谱面较Easy更为复杂多样。
每个谱面都有其对应的量化难易度，以数字1至9来表示，1为最简单，9为最难。但即使如此，游戏内部分远远超出9难度的曲目仍然以9难度来表示。
随着新章节的开放，游戏出现了某个量化难易度在不同的章节内对应的难度不一致的情况。因此，在4.5版本更新时，大量曲目的量化难易度被修改，以期可以用统一的标准来表示乐曲的难易度。

## 百万下载计划
开发商雷亚游戏表示，由于Cytus的盗版情况非常严重，因此在2.0.0版中，雷亚游戏决定开启百万下载计划。
終於百萬下載計畫已在2015年4月21日下午（台灣台北標準時間，GMT+8）達成一百萬付費下載量。
目前官方的標語是"Million Players To One Destination（百萬玩家到了一個目標）"。

### 规则
自2.0.0版发布后，每1次（同一人多次付费计作多次）付费下载将增加1个下载量，下载量在游戏内置的计数器与雷亚游戏官方网站的Cytus百万下载计划页面上可以看到。但付费下载量并不是实时更新。
每增加10万付费下载，雷亚游戏承诺将在3个月内发布全新章节（内含10曲）。
目前Chapter Ⅳ - THE SILENCE、Chapter Ⅴ - VANESSA、Chapter Ⅵ - THE LOST、Chapter Ⅶ - THE LOOM、Chapter Ⅷ - ANOTHER ME、Chapter Ⅸ - BURIED、Chapter X - THE NEW WORLD、Chapter S - SYMPHONY、Chapter K - KNIGHT、Chapter M - MILLION均已在一百萬次付费下载后免费更新。

### 应用程序内购买（IAP）章节
| 發布日期       | 版本 | 發布內容 |
| -------------- | ---- | --- |
| 2013年2月8日   | 3.0  | 除了Chapter Ⅳ - THE SILENCE免费更新外，还以应用程序内购买（IAP）的方式提供了Chapter Ⅴ - VANESSA与Chapter Ⅵ - THE LOST两个章节。                      |
| 2013年8月13日  | 4.0  | 对Chapter Ⅴ - VANESSA不再收取费用，并以应用程序内购买（IAP）的方式提供了Chapter Ⅶ - THE LOOM与Chapter Ⅷ - ANOTHER ME两个章节。                       |
| 2013年11月6日  | 4.5  | 对Chapter Ⅵ - THE LOST不再收取费用，并以应用程序内购买（IAP）的方式提供了Chapter S - SYMPHONY作为特殊章节。                                          |
| 2014年1月29日  | 5.0  | 對Chapter Ⅶ - THE LOOM不再收取費用，並以應用程式內購買（IAP）的方式提供了Chapter Ⅸ - BURIED與Chapter Ⅹ - THE NEW WORLD兩個章節。                     |
| 2014年7月8日   | 6.0  | 對Chapter Ⅷ - ANOTHER ME不再收取費用，並以應用程式內購買（IAP）的方式提供了Chapter K - KNIGHT作為特殊章節。                                          |
| 2014年9月18日  | 6.1  | 對Chapter Ⅸ - BURIED不再收取費用，並以應用程式內購買（IAP）的方式提供了Chapter 0 "PROLOGUE"作為特殊章節。                                            |
| 2014年12月20日 | 7.0  | Chapter X - THE NEW WORLD和Chapter S - SYMPHONY不再收取費用，並以應用程式內購買（IAP）的方式提供了Chapter R - RETRO作為特殊章節。                    |
| 2015年7月2日   | 8.0  | 額外開放免費章節Chapter M - MILLION，並對Chapter K - KNIGHT不再收取費用，且額外以應用程式內購買（IAP）的方式提供了Chapter T - TIMELINE作為特殊章節。 |
| 2015年11月12日 | 9.0  | 以應用程式內購買（IAP）的方式提供了Chapter D - DEEMO 及 Chapter L 作為特殊章節。                                                                     |
| 2016年9月6日   | 10.0 | 開放新章節 Chapter N - Night Keepers，本章節與台灣樂團守夜人合作，並開放全新隱藏曲目。                                                               |

官方对此表示是“通过付费的方式提前游玩尚未开放的章节”，并不是终止百万下载计划。百万下载计划仍然会继续，下载量达到下一个十万后将会免费更新下一个章节。。現今百萬計畫已結束。

## Cytus: Lambda
《Cytus: Lambda》是雷亚游戏与索尼電腦娛樂合作开发的，于PlayStation Mobile上发售的Cytus系列作品。並支持机种为PlayStation Vita与获得PlayStation Certified认证的设备。发售日为2013年6月26日，完整版价格为11.99美元/1200日元。
目前因為PlayStation Mobile已於2015年停止服務，Rayark表示將不再更新Cytus Lambda。。

### 得獎紀錄
獲得 2013 PS Awards 特別獎

### 与iOS、Android版本的区别
《Cytus: Lambda》与iOS、Android平台上的Cytus并无明显区别。
与iOS平台上支持Game Center排行榜和Android上的Google Play Games排行榜功能不同，《Cytus: Lambda》上并没有类似的排行榜功能。

## Cytus Ω
《Cytus Ω》（Cytus Omega）是雷亞遊戲與CAPCOM一同合作開發的街機遊戲，於2015年在日本娛樂博覽會上發表，原訂2016年發售。但CAPCOM於2018年表示遊戲「未達到可正式在市場上營運的遊戲水準」，同時與雷亞遊戲的合作到期，於是中止開發。

## Cytus α
《Cytus α》（Cytus Alpha）是雷亞遊戲於Nintendo Switch上發行的遊戲，遊戲本體基於Cytus的原配置，不僅更新了原版的UI介面，更添加對戰系統以及新增了原本預定在Cytus Ω收錄的「Chapter Ω」及合作章節「Chapter DJMAX」共20首全新曲目。

## 特别章节
| 特別章節  | 內容 |
| --------- | --- |
| Chapter S | Chapter S全称Chapter Symphony，原作为独立于原Cytus十个章节之外的内容，于4.5版本更新时加入到游戏内，并作为应用程序内购买（IAP）章节存在。7.0版本之后随「百万下载计划」的进行而解锁。 Chapter S章节内的乐曲均为古典改编乐曲（Classical Remix），雷亚游戏称其为将来计划发售的游戏Project Symphony的预告，用户也可从中了解到此游戏的角色与大致框架。 与其它章节不同的是，Chapter S内的乐曲图标只有两种，雷亚称其代表着Project Symphony中的两个派系。 |
| Chapter K | Chapter K全称Chapter Knight，作为独立于原Cytus十个章节之外的内容，于6.0版本更新时加入到游戏内，并作为应用程序内购买（IAP）章节存在。已於8.0版本之后随「百万下载计划」的进行而解锁。 本章讲述了一对好友之间爱恨情仇的故事，她們是一對姐妹般朋友（在一開始的（the way we were）中有百合花的存在，暗示了她們的關係）整个章节有一定的故事联系。 除了曲圖，部分歌曲遊玩譜面時还会出现一些剧情相关的画面，让玩家感受到好友间的心理和关系变化。特别一提，本章的故事取材于Cytus第五章歌曲HOLY KNIGHT。                                                                                       |
| Chapter R | Chapter R全称为Chapter Retro，作为独立于原Cytus十个章节之外的内容，于7.0版本更新时加入到游戏内，并作为应用程序内购买（IAP）章节存在。 Chapter R的特别之处在于从画面到音乐都充满着8-bit风格。官方宣称Chapter R可以让玩家感受经典街机电玩。 |
| Chapter M | Chapter M全稱為Chapter Million，作为独立于原Cytus十个章节之外的内容，已于8.0版本更新时加入到游戏内，作為百萬下載計劃最終開放章節存在。 其章節特別之處在於曲圖多取材於先前章節曲圖，歌曲也為先前章節歌曲remix。請見曲目列表以獲得詳細資訊。 所有歌曲的困難等級皆為lv.9，官方表示此為希望玩家拾回當初百萬下載計畫開始時，挑戰當時魔王曲《Entrance》的樂趣。 |
| Chapter T | Chapter T全稱為Chapter Timeline，作为独立于原Cytus十个章节之外的内容，已于8.0版本更新时加入到游戏内，并作为应用程序内购买（IAP）章节存在。 其章節如其名具有一定的時間軸，主要敘述台灣從產生、開發、毀滅、再生、守護的故事。 其特殊處在於，此章節之曲圖可消除物件而看到背景。 |
| Chapter D | Chapter D全稱為Chapter Deemo，作為獨立於原Cytus十個章節以外的內容，已於9.0版本更新時加入到遊戲內，並做為應用程序內購買 (IAP) 章節存在。 其章節如其名，收錄雷亞另一節奏遊戲Deemo內精選的10首歌曲，在Cytus中體驗不同的感受。 然而在10.0版本中，再加入一首隱藏歌曲—Myosotis於此版本中。 |
| Chapter L | Chapter L曲目為Chapter VII Loom中魔王曲《L》的延伸，收錄ICE與gaQdan共同合作的L系列作品。 其章節特別之處在於全歌曲皆是由交響樂團編曲及演繹，有別於過往章節使用電子音樂的慣例；並且全部歌曲皆與原曲同樣，Hard难度全为9級。 官方表示透過由Ice創作的《L》故事原案，經Implosion音樂製作之一的交響樂團gaQdan編曲和演繹，劃出音樂遊戲歷史一頁的Chapter L，給玩家十首前所未有、純交響樂的壯大叙事樂曲。 9.0版本，Cytus制作的Chapter L谱面难度过大而被玩家屡次反馈。9.1版本，Cytus团队为Chapter L全部歌曲再重新制作较简单的谱面为原曲，并把原谱面保留作为隐藏曲，以保留玩家挑战高难度的权利。 |
| Chapter N | 故事敘述因長期失眠而迷失自我的主角Night掉入名為「永夜島」的世界，旅途中遇到同伴Leaf及Kit一起找尋到屬於自己的使命，並在與島上各種危險及誘惑戰鬥中漸漸面對最真實的自己，退去那虛偽的假面。 |

### 特别注意
因游戏内章节数字是以罗马数字表示，所以Chapter X仅单纯代表第十章，并非特别的章节。这里的X念作ten（英：ten，美：tɛn）。

### Kamcord遊戲錄影功能
於6.1.0版本新增，9.0版本移除。
在開始遊戲之前，在右方增加錄影的功能，選取之後，在結束遊戲時會詢問是否分享遊戲影片，即可分享至Youtube、Facebook等社群網站。
由於Kamcord團隊於9.0版本發布時已停止支援有關API，因而於此版移除。

## 收錄曲目
至10.0版本为止，Cytus（iOS、Android）共收录221曲。其中有一部分在游戏中以隐藏曲目出现。
于2013年6月26日发售的Cytus: Lambda现曲目总数为104首。
其中Chapter Prologue（Chapter 0）、Chapter R (Retro)、Chapter T (Timeline)、Chapter D (Deemo)、Chapter L、Chapter N需要内购解锁，Chapter 0 "Prologue"章节已於6.1.0版本開放於iOS與Android版，不再是Cytus: Lambda獨占章節。

## 相关周邊

### 原声大碟

#### Cytus -Prologue-
数位版于2012年4月1日在iTunes上发售。
专辑包含第一、二章节的全部曲目及第三章节的部分曲目，另收录了成绩结算页面的BGM Cytus-Result Screen及2.0.0版本之前的主界面BGM Cytus-Title Screen。
还更收录了游戏中两首乐曲（Retrospective、Hard Landing）的加长版（Extended Ver.）。
总曲目数为26曲。
实体CD制作计划于2012年7月公布，于8月开始贩售。
实体CD同时也于2012年4月发起的2012 Cytus LIVE Concert募资中，作为回馈礼物送给赞助者。

#### Cytus-Hindsight- & Cytus-Foresight-
实体CD于2013雷亚音乐会现场首卖。
Cytus-Hindsight-的数位版于2013年12月10日在iTunes上发售，共收录26曲，包含第三章节未收录于上张原声带的曲目，及第四、五章节的全部曲目（除Evil Force外），以及Evil Force及Infernus兩曲的Original版本。
Cytus-Foresight-目前只有實體通路，共收錄26曲，包含第六章節及Lambda版本獨佔章節prologue -LIVE-的所有曲目，第四章節的Evil Force，第七章節的Hercule，第一章節的Ververg之隱藏曲Ververg II，第二章節Entrance的兩首隱藏曲Precipitation at the Entrance I，II和兩曲合一的完整版（Cytus OST ver.，為一重製版本）。

### 故事专辑
游戏的故事专辑Cytus -ALIVE-数位版于2012年8月22日在iTunes音乐商店与Amazon上架。
专辑共包含10曲，按照游戏章节名称进行排列。6.0版本更新后，可以在章节选取页进入。
专辑中第七首曲目Loom为游戏自2.0.0版以来的标题BGM。
专辑中第六首曲目The Lost為Cytus: Lambda的BGM。
目前该专辑尚无制作实体CD的计划。

### 单曲CD
在雷亚游戏进行2012 Cytus LIVE Concert@Taipei募资时，决定将演唱会门票制作为单曲CD，其中包含的是Saika--的战鼓Remix版本（即曲目列表中的Saika II）。
因为仅仅是作为音乐会的门票来制作，因此市面上几乎见不到这张单曲CD。

## 音樂會

### 2012年现场音乐会
雷亚遊戲于2012年4月在网络募资平台flyingV上启动了名为2012 Cytus LIVE Concert@Taipei的现场音乐会的募资活动。
截至当年6月26日募资时间结束时，共筹得约28万新台币资金，超出计划的20万新台币。
音乐会已于2012年8月12日晚在Legacy Taipei傳音樂展演空間举行。

### 2013年现场音乐会
雷亚遊戲与台湾媒体巴哈姆特合作，于2013年12月29日举行了雷亞遊戲Live音樂會。
该次音乐会同样在Legacy Taipei傳音樂展演空間举行。

### 雷亞嘉年華 RayarkCon 2015
雷亚遊戲於2015年10月15日開始售票，並于2015年12月5日在ATT SHOW BOX舉辦雷亞嘉年華 RayarkCon 2015。

## 爭議

### Chapter L 譜面合理性
Chapter L 推出後，由於Hard譜面線速偏慢以及拍點過於密集，導致難度過高過難，違背Cytus本來遊戲設計初衷，導致玩家猛烈批評。

官方事後發出公告以及抱歉啟示，表示將儘快重新設計Chapter L，以強化遊戲體驗、使玩家不會感覺缺憾留在Cytus中。
目前已於9.1版本更新中保留所有easy和hard的譜面，並為每一首歌曲額外製作全新的譜面。